# Komunikacija bliskog polja
Komunikacija bliskog polja, poznatija kao NFC (eng. Near Field Communication), kratkodometna je bežična tehnologija pomoću koje dva uređaja mogu razmijeniti različite vrste podataka dodirujući se ili približivši se jedno drugome (najčešće 10 centimetara ili manje).
NFC koristi elektromagnetsku indukciju između dvije antene (u obliku zavojnice) ugrađene u uređaje kako bi razmijenili podatke. Radi na frekvenciji od 13,56 MHz. Brzine prijenosa podatak kreću se između 106 Kb/s i 424 Kb/s.

## Standardi
NFC standardi određuju komunikacijske protokole i formate razmjene podataka. Bazirani su na već postojećim RFID standardima uključujući FeliCa i ISO/IEC 14443. Uključuju standard ISO/IEC 18092 i standarde koje je definirao NFC Forum. GSMA je također radila na definiranju platforme za razvoj GSMA NFC standarda u mobilnim uređajima.

### ISO/IEC
NFC je standardiziran standardima ECMA-340 i ISO/IEC 18092. Ti standardi određuju kodiranje, brzine prijenosa i slično.
Zračno sučelje (eng. air interface) NFC-a određeno je standardima:
- ISO/IEC 18092 / ECMA-340

Near Field Communication Interface and Protocol (NFCIP-1)
- ISO/IEC 21481 / ECMA-352

Near Field Communication Interface and Protocol -2 (NFCIP-2)
NFC koristi nekoliko postojećih standarda uklučujući ISO/IEC 14443 Tip A i Tip B i FeliCa. NFC Forum definirao je NDEF (NFC Data Exchange Format) format koji pohranjuje i prenosi različite vrste podataka. NFC Forum stvorio je i SNEP (Simple NDEF Exchange Protocol) koji omogućuje razmjenu poruka između dva uređaja s NFC-em.

### GSMA
GSMA (GSM Association) predstavlja više od 800 mobilnih operatera iz cijelog svijeta i 200 tvrtki u 219 država.
GSMA uključena je u više inicijativa:
- razvija standarde za certifikaciju i testiranje kako bi se osigurala globalna kompatibilnost NFC servisa
- Pay-Buy-Mobile inicijativa koja traži zajednički pristup NFC tehnologiji kao poveznici između mobilnih uređaja i sustava bežičng plaćanja
- Softcard (prije ISIS Mobile Wallet), koja razvija platformu za bežično plaćanje mobilnim uređajima pomoću NFC-a slično kreditnim karticama za više od 200 milijuna korisnika usluga američkih operatera AT&T, Verizon i T-Mobile USA

### StoLPaN
Store Logistics and Payment with NFC - StoLPaN - europski je konzorcij kojeg podržava program Information Society Technologies  Europske komisije.

### NFC Forum
NFC Forum neprofitno je udruženje formirano 18. ožujka 2004. kako bi se proširila primjena NFC-a u potrošačkoj elektronici i ostalim uređajima. Osnovali su je Sony, Nokia i NXP Semiconductors. Od lipnja 2013. godine broje više od 190 članova. NFC Forum promovira standardizaciju NFC-a zbog kompatibilnosti različitih uređaja i servisa.

### Ostali
Ostala standardizacijska tijela koja sudjeluju u NFC-u su:
- ETSI / SCP[15]
- GlobalPlatform[16]
- EMVCo[17]

## Vanjske poveznice
- Android Authority: What is NFC and how does it work by Robert Triggs (engleski)